# ماريون ريان
ماريون ريان (بالإنجليزية: Marion Ryan)‏ هي مغنية بريطانية، ولدت في 4 فبراير 1931 في ميدلزبرة في المملكة المتحدة، وتوفيت في 15 يناير 1999.

## وصلات خارجية
- ماريون ريان على موقع IMDb (الإنجليزية)
- ماريون ريان على موقع ميوزك برينز (الإنجليزية)
- ماريون ريان على موقع أول ميوزيك (الإنجليزية)
- ماريون ريان على موقع ديسكوغز (الإنجليزية)